# The Eye 2
The Eye 2 è un film del 2004 diretto da Oxide Pang Chun e Danny Pang.
Film horror, sequel di The Eye, ha avuto a sua volta un altro sequel The Eye Infinity. La pellicola vede protagonista la nota attrice cinese Shu Qi.

## Trama
Joey, incapace di accettare la separazione dal fidanzato, Sam, decide di spendere tutto quello che possiede per placare il suo senso di vuoto. Tuttavia, questo metodo non funziona e, dopo aver prenotato una sala d'albergo e d'aver chiesto ai camerieri di svegliarla alle otto della sera, decide di porre fine alle sue sofferenze suicidandosi. Il tentato suicidio viene impedito dai camerieri e dai medici che riescono a salvarla. Quando decide di guardare avanti e rifarsi una nuova vita, Joey però scopre di essere incinta.
Non volendo accettare l'idea di abortire e comunque non in grado di contattare Sam, l'uomo che lei sa essere il padre del bambino che aspetta, Joey cade in uno stato di profonda delusione ed instabilità. Comincia a sentirsi minacciata dall'improvvisa apparizione di estranei, e ovunque vada sente di essere seguita da una donna fantasma. Joey si convince che il fantasma voglia fare del male al suo bambino. Andando avanti la storia si scopre che in realtà il fantasma sta cercando di reincarnarsi nel bambino che partorirà Joey. Ma dopo aver scoperto l'identità della donna, Joey preferirà tentare nuovamente il suicidio, piuttosto che diventare la madre di quella donna.